# Curiapo (Venezuela)
Pour les articles homonymes, voir Curiapo.
Curiapo est une localité du Venezuela, capitale de la paroisse civile de Curiapo et chef-lieu de la municipalité d'Antonio Díaz dans l'État de Delta Amacuro.

## Géographie
La localité est située dans le delta de l'Orénoque.